# Santiago de Guadalcázar
Santiago de Guadalcázar fue una ciudad de breve tiempo de vida fundada como asentamiento para los colonizadores españoles durante el siglo XVII en la región del Gran Chaco, cerca de lo que hoy es la ciudad de San Ramón de la Nueva Orán, en la provincia de Salta, República Argentina, aunque su ubicación precisa es controvertida.
Las tierras del Chaco permanecían vedadas al dominio español, aunque la existencia de Concepción de Buena Esperanza dentro de él hacía presumir un futuro más ventajoso para el mismo. El teniente gobernador de San Salvador de Jujuy, Martín de Ledesma Valderrama, era un rico comerciante andaluz de esa ciudad que deseoso de una empresa de importancia gestionó ante el virrey del Perú, Diego Fernández de Córdoba, marqués de Guadalcázar, la población del territorio que llamaban del Chaco Gualamba, es decir, lo equivalente al Gran Chaco actual. Su propósito era contener a los ocloyas y abrir una ruta fluvial hacia el océano Atlántico, vía Asunción, por medio de los ríos Pilcomayo y Bermejo. El virrey le encomendó a Ledesma en 1621 fundar dos ciudades "en competente sitio, para refrenar el furor de los muchos bárbaros que pueblan dichas provincias" y debía costear la expedición durante tres años, de cumplir su misión obtendría la gobernación y potestad para distribuir las tierras.
La expedición debió partir en 1624, pero lo hizo recién a fines del año siguiente dejando Ledesma en Jujuy como su remplazante a Juan Antonio de Buenrostro "para que en mi tribunal administrase justicia por el tiempo de mi ausencia". Saliendo desde Jujuy con 100 hombres, entraron al Chaco por el valle de Zenta, donde fundaron Santiago de Guadalcázar en la confluencia de los ríos Zenta y Bermejo, probablemente en 1626. No existen muchas referencias sobre su ubicación e historia, por lo que es difícil para los historiadores ahondar en detalles, aunque su ubicación real es discutida, se puede afirmar que Santiago de Guadalcázar se situaba en la margen derecha del Bermejo, en las proximidades a la actual ciudad de San Ramón de la Nueva Orán. 
El Fuerte de Ledesma fue erigido por Ledesma Valderrama en 1626 (probablemente antes de fundar la ciudad) al este de la serranía de Calilegua para proteger de los indígenas a la ciudad, siendo reerigido el 23 de julio de 1710 por el teniente de gobernador de Jujuy, Antonio de Leysa y Latijera, con el nombre de Nuestra Señora del Rosario en las cercanías del río Ocloyas, cerca de su desembocadura en el río San Francisco. Se sabe que la expedición había sufrido deserciones, quedando por tanto un contingente reducido en la ciudad, de cincuenta soldados españoles, a cargo del sargento mayor Juan Bázquez de Tapia y a la merced de ataques de los tobas. Habiendo regresado a San Salvador de Jujuy, se encontró desposeído de su cargo de teniente de gobernador de Jujuy por Martín de Argañarás y Murgia debido a que se pretendía que ocupara solo el cargo de gobernador del Chaco.
En una carta al cabildo de Jujuy en 1627 Ledesma expresó:

oy dia tube nueva y carta del dho. Capan. sargento mayor Juan Basquez de tapia en qe. me dize qe. unos indios de la nación Toba mataron a dos españoles y avia traido conmigo tres caciques de la dha. nacion con otros dos indios qe. los despache ayer a su probincia con mucha ropa qe. les di y sera de mucha importancia enbiarlos a traer que prendiendolos se aque¬taras su probincia y entregaran los indios qe. mataron a los dos espaoles qe. solo fueron ocho que por su culpa y la del dho. sargento mayor fueron muertos porqe. pasaron a la otra banda del Rio donde los mataron estando los dhos. indios borrachos.

La sucesión de ataques de parte de los tobas y la falta de apoyo hicieron que Ledesma tuviera que abandonar una ciudad fundada cerca del río Sora en 1630, repitiéndose la deserción en la misma Santiago entre 1631 y 1632, año en la que los tobas la destruyeron por completo. Estos levantamientos indígenas no fueron exclusividad local, sino que obligaron también el abandono de Concepción del Bermejo aproximadamente en el mismo año. Con la caída de Santiago vio su fin la gobernación del Chaco, que no alcanzó a cobrar vida institucional.